# Stephen A. Hurlbut

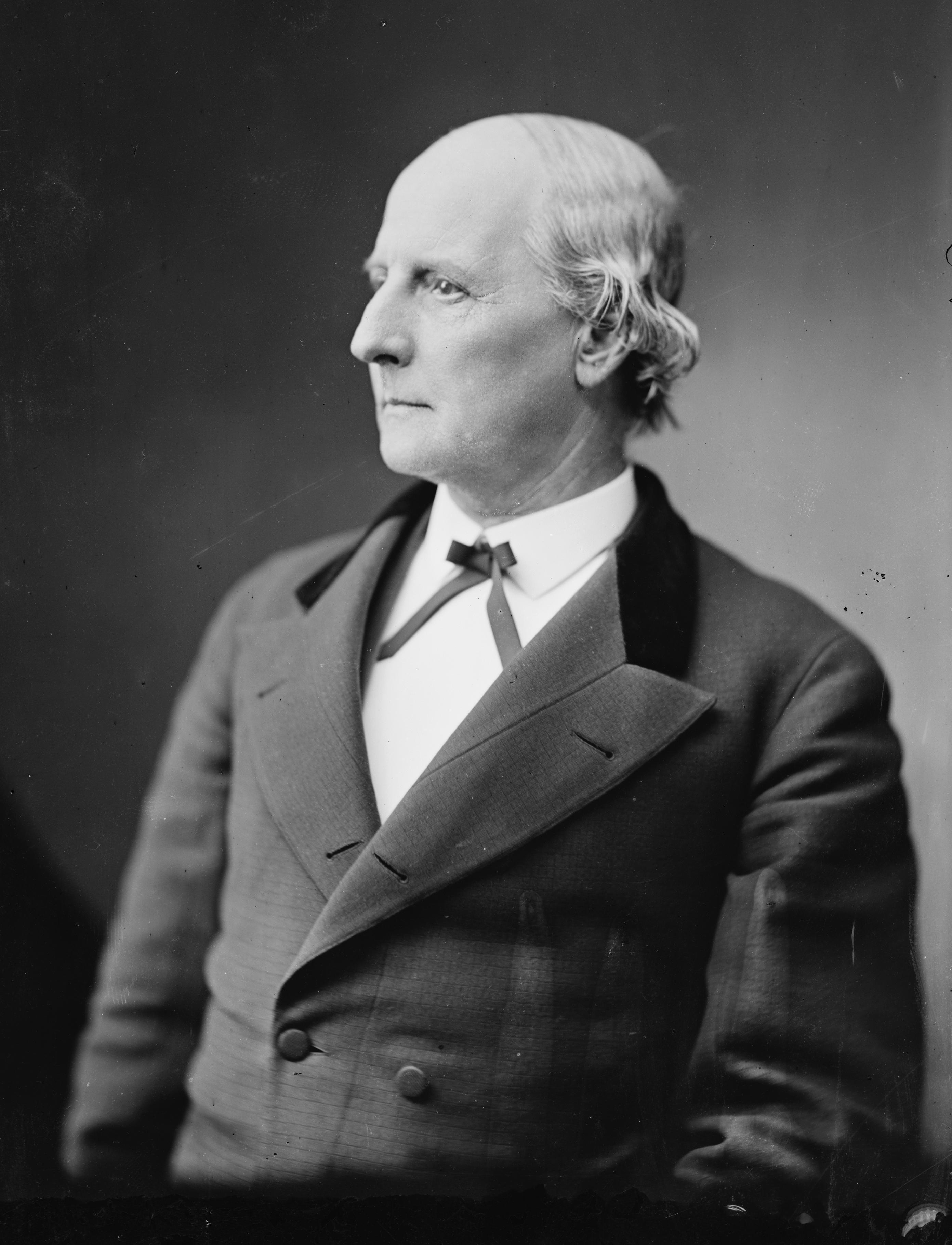
Stephen A. Hurlbut

Stephen Augustus Hurlbut (* 29. November 1815 in Charleston, South Carolina; † 27. März 1882 in Lima, Peru) war ein US-amerikanischer Politiker, Diplomat und Oberbefehlshaber der US-Golf-Armee im Amerikanischen Bürgerkrieg.

## Leben
Hurlbut studierte Jura und wurde 1837 in South Carolina als Anwalt zugelassen. Während des zweiten Seminolenkriegs war er Adjutant in einem South Carolina Infanterieregiment. 1845 zog er nach Illinois und eröffnete dort eine eigene Anwaltspraxis in Belvidere. Ferner war er Präsidentschaftswahlmann für die Whig Party bei den Präsidentschaftswahlen von 1848. Er war auch 1859 sowie wieder 1861 Abgeordneter im Repräsentantenhaus von Illinois.
Als der Amerikanische Bürgerkrieg ausbrach, trat Hurlbut 1861 in das Unionsheer mit dem Dienstgrad eines Brigadegenerals ein. Im nachfolgenden Jahr wurde er zum Generalmajor befördert. In der Schlacht von Shiloh, beim Vormarsch in Richtung Corinth, Mississippi und bei der nachfolgenden Belagerung kommandierte er die 4. Division der Tennessee-Armee.
Eine These des Historikers Bertram Korn besagt, Hurlbut habe, während seine Division bei Memphis, Tennessee stationiert war, antisemitische Befehle ausgegeben, die zu Beschlagnahmung von jüdischem Landbesitz führten und Juden daran hinderten, Handel zu treiben. Hurlbut führte 1864 ein Korps unter William T. Sherman bei der Meridian Expedition. Hurlbut wurde anschließend Nachfolger von Nathaniel Prentiss Banks als Befehlshaber des Wehrbereichs Golf, der gleichzeitig Oberbefehlshaber der gleichnamigen Armee war, und behielt dieses Kommando bis zum Ende des Krieges.
Nach der Ausmusterung aus dem US-Heer am 20. Juni 1865 war Hurlbut einer der Gründungsväter der Grand Army of the Republic, deren Oberbefehlshaber er zwischen 1866 und 1868 war.
Danach wurde er 1869 zum Gesandten in Kolumbien ernannt, eine Tätigkeit, die er drei Jahre ausführte. 1872 wurde Hurlbut als Republikaner aus Illinois in den Kongress gewählt, sowie 1874 wiedergewählt, wobei er 1876 bei einer weiteren Kandidatur besiegt wurde. Einige Zeit später wurde Hurlbut 1881 zum US-Botschafter in Peru ernannt, eine Stellung, die er bis zu seinem Tod in Lima behielt. Er und seine Ehefrau wurden zusammen auf dem Belvidere Cemetery in Belvidere beigesetzt.

## Biographie
- Jeffrey Norman Lash: Stephen Augustus Hurlbut: A Military and Diplomatic Politician, 1815–1882. Ph.D. diss., Kent State University, 1980, OCLC 20788826.
- Jeffrey Norman Lash: A Politician Turned General: The Civil War Career of Stephen Augustus Hurlbut. Kent State University Press, Kent, OH 2003, ISBN 0-87338-766-X.